# Emma Manners, Duquesa de Rutland
Rachel Emma Manners, Duquesa de Rutland (nascida Watkins; Knighton, Powys, 2 de setembro de 1963) é uma nobre e podcaster britânica. Ela é separada (mas não oficialmente divorciada) de David Manners, 11.º Duque de Rutland, e é a diretora executiva do Castelo Belvoir, a propriedade da família.

## Infância e educação
Nascida Emma Watkins, ela é filha de um agricultor de Knighton, Powys (na época em Radnorshire), País de Gales.
Até a crise financeira de 1929, a família Watkins era arrendatária da propriedade Stannage. No entanto, para cobrir os impostos sucessórios, a família Coltman-Rogers vendeu Heartsease ao avô de Emma. Em 1962, quando os seus pais John e Roma se casaram, o seu avô passou a gestão da Heartsease para o seu pai. O avô morreu quando ela tinha apenas nove anos de idade.
Enquanto os seus irmãos, William e Roger, foram educados em escolas particulares, Emma foi enviada para a escola primária local em Bucknell, Herefordshire. Isso se deveu às dificuldades financeiras que os seus pais estavam enfrentando naquela época. Emma enfrentou desafios nos estudos, principalmente devido à dislexia.
Ela frequentou a escola preparatória em Croftdown, para se preparar para o exame de admissão na Ellerslie School, onde as meninas não tinham permissão para sair do local. No entanto, Emma recebeu uma dispensa especial para visitar o dentista. Numa ocasião, ela tentou fugir da escola preparatória, mas foi rapidamente detida pela polícia, pois o seu uniforme a tornava facilmente identificável. Durante o seu tempo na escola, ela atuou como capitã da equipa de salto em altura. Ela foi autorizada a voltar para casa a cada três semanas.
Durante a sua adolescência, a cada ano, no final do outono ou no início do inverno, os seus pais organizavam as suas próprias caçadas, com Emma recebendo entre vinte e cinquenta faisões. Essas caçadas, juntamente com as festas realizadas no celeiro longo, proporcionavam entretenimento para a comunidade local. Durante as férias de verão, ela ficava numa casa de férias em Borth, onde passava tempo com os seus pais, primos e tios.
Emma recebeu distinções em todas as oito séries dos seus exames de canto, completou o piano e também tocou guitarra. Depois de estudar na Ellerslie School, Malvern, ela começou a treinar como cantora de ópera na Guildhall School of Music, e dividiu um apartamento em Londres com uma amiga, mas acabou desistindo, embora tenha permanecido até o final daquele ano.
Nos primeiros anos da sua vida profissional, trabalhou numa linha de parição e desempenhou várias tarefas relacionadas com a atividade agrícola. Aos 15 anos, teve o seu primeiro emprego remunerado com a Royal Welsh Agricultural Society, vendendo queijo na Royal Welsh Show.
Depois de abandonar a Guildhall School, ela conseguiu um emprego como ama para uma rica família argentina com dois filhos em Fulham . Ao mesmo tempo, ela explorou a possibilidade de estudar gestão de terras e se matriculou num curso noturno. Em 1984, ela foi aceite no Southampton College of Higher Education. Durante o segundo verão da sua graduação, ela se candidatou ao Camp America, um programa que organiza empregos de férias para estudantes estrangeiros, e assumiu novamente o papel de ama, fora de Boston.

## Casamento, descendência e outros relacionamentos
A duquesa conheceu o marido num jantar, sem saber que ele era herdeiro de um ducado.
Depois de comparecer ao casamento de uma amiga em Yorkshire, ela visitou a propriedade Belvoir a convite de David, então Marquês de Granby, seguindo instruções que ele havia lhe dado anteriormente, pois ela não conhecia a área. Foi depois desta visita, e através de um amigo em comum, que ela soube da ascendência de David.
Watkins casou com David em 1992. Ela falou sobre o momento em que suspeitou que o seu marido estava tendo um caso. Em maio de 2009, ela organizou uma festa temática dos anos 1920 para 320 convidados para comemorar o 50º aniversário do duque. A noite incluiu um jantar formal, corte cerimonial do bolo e música ao vivo. Durante as festividades, ela pediu ao duque para dançar, mas ele recusou, afirmando que estava "ocupado". Pouco depois, ela o viu rindo com outra mulher, uma experiência que ela mais tarde descreveu como sendo como "um soco".
Ela relata ter sofrido cinco abortos espontâneos, vários ataques de pânico e um colapso nervoso em 2017.
Embora tenham se separado em 2012, eles continuam a coabitar, cada um com seus próprios aposentos no Castelo de Belvoir, um castelo com 356 quartos.
O casal tem cinco filhos:
- Violet Lindesay-Bethune, Viscondessa Garnock (n. 18 de Agosto de 1993),[28] casou-se em 2025 com William James Lindesay-Bethune, Visconde Garnock.[29]
- Alice Louisa Lilly Manners (n. 27 de Abril de 1995);
- Eliza Charlotte Manners (n. 17 de Julho de 1997);
- Charles John Montague Manners, Marquês de Granby (n. 3 de julho de 1999);
- Hugo William James Manners (n. 24 de julho de 2003).

A família inicialmente morava no Knipton Lodge, uma casa georgiana de seis quartos. Após a morte do 10.º duque em 1999, eles se mudaram para apartamentos privados recentemente reformados em 2001 que antes eram a residência da ama.
Em 2017, ela relatou ter um parceiro, Phil Burtt, que morava em Croxton e estava administrando as propriedades na época. Phil Burtt foi inicialmente contratado pelo duque e pela duquesa como gerente de caçadas, progredindo para gerente de propriedades alguns anos depois. Emma e Phil conheceram-se numa caçada.

### Visões sobre sucessão
No futuro, o filho mais velho, Charles, herdará o Castelo de Belvoir e o título do seu pai. Há dúvidas sobre as opiniões da Duquesa sobre essa sucessão e se ela apoiaria mudanças nas leis que envolvem a primogenitura que permitiriam que sua filha mais velha também herdasse a propriedade. Ela expressou que não se identifica como feminista, afirmando que acredita que os homens são normalmente considerados na linhagem em questões de herança. Ela vê o papel das mulheres como sendo de apoio aos homens e de facilitação das suas aspirações.
Tendo expressado apoio à tradição de herança passada pela linhagem masculina, ela declarou que está satisfeita que a sua filha não herdará o ducado devido às responsabilidades envolvidas. Ela indicou que não quer que a sua filha mais velha, Violet, assuma o papel de administrar a propriedade. Falando no The Hay Festival, ela declarou que acredita que é apropriado que o seu filho, Charles, Marquês de Granby, herde o título.
A Duquesa reconheceu o papel que as mulheres desempenham na administração e manutenção de casas senhoriais. Ela também atribuiu à nobreza masculina britânica o reconhecimento das contribuições das suas esposas, não só na supervisão da manutenção de propriedades históricas, mas também no fomento de ligações entre a aristocracia e as comunidades locais.

## Carreira

### Início de carreira
Durante uma viagem de esqui com os irmãos, Emma conseguiu um emprego na Bladon Lines na Suíça, trabalhando num chalé.
Embora tenha sido formada como agente fundiária em Southampton, Emma rapidamente passou a trabalhar em imobiliárias, promovendo propriedades em Londres. Mais tarde, trabalhou como designer de interiores, visitando grossistas para obter materiais e participando em feiras do setor, incluindo a Decorex em Earls Court. A sua primeira iniciativa empresarial na área do design de interiores foi a Eardisley Park Interiors, que fundou aos 25 anos, juntamente com uma amiga.
Ela vendeu o negócio de design de interiores em Herefordshire quando se casou e vendeu um negócio de jardins de inverno quando o sogro faleceu. Com o dinheiro da venda, ela comprou um chalé em Les Diablerets, Suíça.

### CEO do Castelo Belvoir
Um advogado de divórcio a informou que ela poderia esperar um acordo de 30 milhões de libras. No entanto, com o seu envolvimento de longa data na gestão das finanças da propriedade, ela acreditava que tal acordo colocaria em risco o Castelo de Belvoir, levando potencialmente à sua venda ou conversão num negócio local. Portanto, Emma Manners foi nomeada CEO do Castelo Belvoir e propriedades após um acordo com o marido após a separação. Com este acordo, ela foi autorizada a administrar o castelo para evitar mais dívidas que poderiam surgir de um divórcio formal.
Hoje, a Duquesa dirige as atividades comerciais do Castelo de Belvoir, incluindo festas de caça, casamentos, confraternizações e entretenimento corporativo, festas de Natal, e gamas de roupas, móveis  e águas minerais saborizadas. O castelo também está aberto ao público, como outra fonte de receita, e eles têm um restaurante.
Ela apresentou-se em vários programas de televisão, incluindo Castles, Keeps and Country Homes da ITV. Ela usa as redes sociais e viaja pelo mundo para promover o castelo  e já recebeu clientes da Rússia, China e Estados Unidos.
Ela co-escreveu dois livros sobre o Castelo Belvoir, incluindo um sobre o seu trabalho de paisagismo da propriedade. A propriedade Belvoir consiste em 15000 acres de terra. Esta terra agora está sujeita ao imposto sobre herança com base nas mudanças fiscais do governo do Reino Unido com relação a terras agrícolas e heranças anunciadas em 2024. A duquesa se manifestou contra essa mudança e marchou com os agricultores para protestar.
Um dos projetos significativos da Duquesa foi a conclusão do projeto inacabado de Capability Brown para os jardins e terrenos do Castelo de Belvoir . O projeto começou depois que ela descobriu desenhos originais e teve como objetivo concretizar a visão do arquiteto paisagista, que permaneceu incompleta na época da sua morte em 1783. Os trabalhos de restauro começaram em 2011, seguindo de perto os projectos originais.
Durante o processo de renovação, a Duquesa enfrentou desafios, incluindo a remoção não intencional de mais de 50 árvores que haviam sido plantadas em memória dos soldados que morreram durante a Segunda Guerra Mundial.
A Duquesa observou que a manutenção de uma propriedade histórica não tem como objetivo principal gerar lucro, mas sim sustentar e preservar a propriedade.
Durante um período de dez anos, foi explorado um hotel com dez quartos localizado na propriedade, como parte das suas atividades comerciais. Originalmente instalado num antigo pavilhão de caça tradicionalmente utilizado pela família, o hotel destinava-se a apoiar caçadas e eventos realizados na propriedade. O empreendimento registou, no entanto, um prejuízo financeiro de £250 000 e foi posteriormente descontinuado.
Em 2019, a duquesa supervisionou a abertura de uma aldeia comercial situada abaixo do castelo, com todas as unidades a serem exploradas por arrendatários independentes. Uma das unidades, uma talho, começou a vender carne de vaca produzida na propriedade.
Em 2021, ela supervisionou os preparativos para um evento de Natal com tema Regência no Castelo Belvoir, uma das principais ocasiões anuais na propriedade. Projetado por Charlotte Lloyd Webber, o evento contou com salas elaboradamente decoradas e uma trilha de luz temática, inaugurada em novembro daquele ano.
Em 2023, as vestes cerimoniais históricas usadas na coroação de Jorge VI em 1937 foram exibidas no Castelo de Belvoir, em Leicestershire, pela primeira vez em 22 anos. Originalmente feitas para o nono duque de Rutland, as vestes foram exibidas ao lado de cadeiras de coroação e fotografias de arquivo da família. A Duquesa de Rutland destacou a importância de exibir as vestes durante o ano da coroação do Rei Carlos III . As vestes também foram usadas pelo décimo duque de Rutland na coroação de Elizabeth II em 1953.
No final de 2024, o The Manners Arms, um edifício classificado de Grau II, bem como uma casa de campo convertida em hotel e pub situada em Knipton, Leicestershire, foi alvo de uma remodelação supervisionada por Emma Manners, Duquesa de Rutland. O projecto teve como objectivo restaurar o antigo pavilhão de caça, preservando os elementos do século XVIII, ao mesmo tempo que se procedeu à modernização do bar, da sala de jantar e dos dez quartos.
Em 2025, Emma Manners, Duquesa de Rutland, está a liderar uma exposição no Castelo de Belvoir sobre a vida das duquesas, condessas e outras mulheres que ali viveram nos últimos 500 anos. A exposição The Motherhood analisa os seus papéis e contribuições, destacando figuras como Eleanor, a primeira Condessa de Rutland, e Nanny Webb, uma funcionária de longa data. Em exibição estão vestidos de noiva históricos, trajes de gala e roupa de noite usados por duquesas do passado, bem como o vestido de noiva da atual Duquesa.

## Anos recentes
Em Julho de 2024, a Duquesa de Rutland foi diagnosticada com cancro da mama em estádio dois na sequência de uma mamografia de rotina. Inicialmente prevista uma tumorectomia, a sua equipa médica determinou posteriormente que seria necessária uma mastectomia devido à extensão da doença, embora o cancro não se tivesse espalhado para além da mama. Foi submetida a cirurgia em Setembro de 2024, seguida de um curto ciclo de radioterapia preventiva. A Duquesa adoptou uma abordagem estruturada ao tratamento, introduzindo alterações na alimentação, na rotina e nas práticas de bem-estar, combinando métodos médicos convencionais com terapias complementares. Após o sucesso do tratamento, foi declarada em remissão. Ao reflectir sobre a sua experiência, expressou gratidão à sua equipa médica e considerou o diagnóstico como um período transformador na sua vida.

## Podcasting
Em 2021, a Duquesa criou um podcast  intitulado Duchess, onde entrevista châtelaines de castelos, casas senhoriais e propriedades históricas  em todo o Reino Unido. Ela credita à sua filha Violet a inspiração dessa ideia. O podcast alcançou 1,5 milhão de audições e lançou quatro temporadas.

## Obras de caridade
A Duquesa é patrona do Rainbows, um hospício infantil em East Midlands . Além disso, ela foi cofundadora do Belvoir Cricket and Countryside Trust, uma instituição de caridade que leva crianças de áreas urbanas para o campo todos os anos para aprenderem sobre a vida rural.
O Countryside and Cricket Trust, administrado pelo ex- jogador de críquete Darren Bicknell, oferece oportunidades para centenas de meninos e meninas de cidades próximas e áreas centrais da cidade para acessar e desfrutar das instalações de críquete de Belvoir.
A The Place Independent School, situada em Bottesford, lançou um programa de prémios desenvolvido em colaboração com a Duquesa de Rutland, com o objectivo de promover o bem-estar físico e mental de alunos com necessidades educativas especiais e deficiências. Inspirado no Prémio do Duque de Edimburgo, o programa inclui uma série de níveis progressivos que envolvem educação ao ar livre, actividade física, voluntariado e iniciativas de bem-estar. Os participantes que concluírem o programa recebem reconhecimento formal numa cerimónia realizada no Castelo de Belvoir.

## Livros
A Duquesa de Rutland tem vários livros publicados, incluindo uma autobiografia publicada em 2022:
- Belvoir Castle: A Thousand Years of Family Art and Architecture (2009), coescrito com Jane Pruden;
- Shooting: A Season of Discovery (2012), coescrito com Jane Pruden;
- Capability Brown & Belvoir: Discovering a Lost Landscape (2015), coescrito com Jane Pruden;
- The Accidental Duchess: From Farmer's Daughter to Belvoir Castle (2022), a sua autobiografia.